# Alexis Neumann
Alexis Neumann (* 25. Mai 1922 in Białystok; Zweite Polnische Republik; † 19. November 1999 in Chemnitz) war ein deutscher Ingenieur und Hochschullehrer.

## Leben und Wirken
Nach dem Schulbesuch in Polen ging er zum Studium, promovierte zum Dr.-Ing. und habilitierte. 1953 wurde er Forschungsleiter am Zentralinstitut für Schweißtechnik in Halle (Saale). 1962 erfolgte seine Ernennung zum Professor mit Lehrauftrag und Leiter der Abteilung Schweißtechnik an der Technischen Hochschule Karl-Marx-Stadt. 1986 wurde er emeritiert.

## Ehrungen
- 1959 Verdienter Techniker des Volkes